# Castiarina commixta
Castiarina commixta es una especie de escarabajo del género Castiarina, familia Buprestidae. Fue descrita científicamente por Carter en 1924.